# Morten Bødskov
Morten Bødskov (ur. 1 maja 1970 w Karup) – duński polityk, działacz partii Socialdemokraterne, w latach 2011–2013 minister sprawiedliwości, w latach 2019–2022 minister ds. podatków, w 2022 minister obrony, od 2022 minister ds. biznesu.

## Życiorys
Ukończył studia licencjackie z zakresu nauk społecznych na Uniwersytecie w Aalborgu (1994). Od 1994 do 1996 był sekretarzem ds. międzynarodowych młodzieżówki Socialdemokraterne – Danmarks Socialdemokratiske Ungdom. Następnie do 2000 pełnił funkcję przewodniczącego tej organizacji. W 2001 po raz pierwszy uzyskał mandat deputowanego do Folketingetu, z powodzeniem ubiegał się o reelekcję w 2005, 2007, 2011, 2015, 2019 i 2022.
W latach 2006–2011 zajmował stanowisko wiceprzewodniczącego frakcji parlamentarnej Socialdemokraterne. Od 2011 do 2013 sprawował urząd ministra sprawiedliwości w gabinecie Helle Thorning-Schmidt. W 2019 został ministrem ds. podatków w rządzie Mette Frederiksen. W 2022 w tym samym gabinecie przeszedł na funkcję ministra obrony. W tym samym roku powołany na ministra ds. biznesu w drugim rządzie dotychczasowej premier.

## Odznaczenia
- Order „Za zasługi” I klasy (2022)[6]